# Musische Studentenverbindung
Musische Studentenverbindungen sind farbentragende wie nichtfarbentragende Studentenverbindungen, die das musische Prinzip als Grundlage des Verbindungslebens pflegen. Hierzu gehören insbesondere klassische und moderne Instrumentalmusik, Chorgesang und Theater.

## Bezeichnungen und Verbände

### Bezeichnung der farbentragenden Verbindungen
Etwa die Hälfte der musischen Verbindungen trägt heute die Bezeichnung Sängerschaft (abgekürzt S!). Dabei handelt es sich stets um farbentragende und meistens zumindest fakultativ schlagende musische Studentenverbindungen. Allen Sängerschaften ist darüber hinaus gemein, dass es sich um reine Männerbünde handelt. 

### Verbände (Deutsche Sängerschaft/Weimarer Interessengemeinschaft)
Die Mehrzahl der Sängerschaften in Deutschland ist in der Deutschen Sängerschaft (DS) organisiert. Die Mehrheit der österreichischen Sängerschaften, aber auch deutsche Sängerschaften gehören der Weimarer Interessengemeinschaft (WIG) an: Sängerschaft zu St. Pauli Jena et Burgundia Breslau in Münster, Akademische Sängerschaft Gothia zu Graz, Universitätssängerschaft Skalden zu Innsbruck, Prager Universitätssängerschaft Barden zu München, Akademische Sängerschaft Tauriska zu Klagenfurt, Sängerschaft Altwittelsbach München, Akademische Sängerschaft Nibelungen zu Linz und Sängerschaft Markomannen Brünn zu Karlsruhe. Sie entstand im Jahre 1992, als sich aufgrund grundlegender Meinungsverschiedenheiten in Fragen der Mitgliedschaftsvoraussetzungen, des Pauk- und Chorbetriebes, sowie der Weltanschauung, fast alle Sängerschaften Österreichs für einen Austritt aus der Deutschen Sängerschaft entschieden, und zusammen mit einigen bundesdeutschen Sängerschaften die WIG gründeten. Gemeinsame Basis ist das Grundsatzpapier der Weimarer Interessengemeinschaft Deutscher Sängerschafter.

### Bezeichnung der nichtfarbentragenden Verbindungen und Verband
Die Namensgebung der nichtfarbentragenden Musikverbindungen ist im Gegensatz zu den Sängerschaften uneinheitlich. Weit verbreitet ist der Name Akademisch-Musikalische Verbindung. Weitere Namen sind Studentische Musikvereinigung, Musische Gruppe oder Akademischer Gesangverein. Die nichtfarbentragenden Verbindungen sind im Sondershäuser Verband Akademisch-Musikalischer Verbindungen zusammengeschlossen. Die überwiegende Mehrzahl von ihnen nimmt Frauen als gleichberechtigte Mitglieder auf. Vor dem Zweiten Weltkrieg gab es allerdings auch im Sondershäuser Verband Bünde mit der Bezeichnung „Sängerschaft“. Im Gegensatz zu den heutigen Sängerschaften waren aber auch sie nichtschlagend und führten die Farben lediglich im Zipfel oder in Form von Couleurschleifen am Revers.

## Stellung zu Couleur und Mensur
Üblicherweise gehen bei den musischen Studentenverbindungen das Tragen von Farben und die Stellung zur Mensur einher. Nur wenige der farbentragenden Verbindungen lehnen das Schlagen von Mensuren gänzlich ab, die meisten stellen es ihren Mitgliedern frei, ob sie Mensuren schlagen wollen. Von den nichtfarbentragenden Verbindungen bekennt sich keine zur Mensur. Bis in die 1930er Jahre waren jedoch auch die Verbindungen des Sondershäuser Verbandes satisfaktionsgebend.

## Frauen in Musikverbindungen
Die musischen Gruppen und Ensembles der Musikverbindungen, egal ob farbentragend oder nicht, stehen Frauen in der Regel uneingeschränkt offen, sofern es sich nicht um einen Männerchor handelt. Die Mitgliedschaft in der Verbindung selbst ist jedoch nur in 20 der 24 Verbindungen des Sondershäuser Verbandes möglich. Die Akademisch-Musikalische Damenverbindung Caecilia Hamburg (2006 gegründet, seit Pfingsten 2007 vorläufig Mitglied des Sondershäuser Verbandes) ist die einzige musische Verbindung, die ausschließlich Frauen aufnimmt. Sie arbeitet allerdings eng mit der AMV Nordmark Hamburg zusammen (ebenfalls SV), die wiederum ausschließlich Männern offensteht. Bei den Sängerschaften (zum Beispiel in der DS) besteht für Frauen nur die Möglichkeit zur Teilnahme an den musischen Ensembles. Eine Mitgliedschaft in der Verbindung ist nicht möglich.

## Geschichtliche Entwicklung
Ideengeschichtlich gehen die musischen Studentenverbindungen letztendlich auf die Akademischen Gesangvereine des 19. Jahrhunderts zurück.

## Beispiele
- AMV Berlin (SV)
- AMV Fridericiana Erlangen (SV)
- AMV Fridericiana Marburg (SV)
- AMV Stochdorphia Tübingen (SV)
- Akademischer Gesangverein Arion zu Leipzig (1849–1936; heute Sängerschaft Arion-Altpreussen zu Göttingen)
- Akademischer Gesangverein München (SV)
- AMV Würzburg (SV)
- KÖHV Sängerschaft Waltharia Wien im österreichischen Cartellverband (ÖCV)
- Leipziger Universitäts-Sängerschaft zu St. Pauli in Mainz (DS)
- Sängerschaft Hohentübingen in der Deutschen Sängerschaft
- Sängerschaft Fridericiana in Halle (Saale)
- Universitätssängerschaft Skalden zu Innsbruck (WIG)
- Akademische Sängerschaft „Hohensalzburg“ zu Salzburg (WIG)
- Akademische Sängerschaft Gothia zu Graz (WIG)
- Universitätssängerschaft Barden zu Wien (WIG)
- Prager Universitätssängerschaft Barden zu München (DS, WIG)
- S! zu St. Pauli Jena et Burgundia Breslau in Münster (DS, WIG)
- S! Markomannen zu Brünn in Karlsruhe (DS, WIG)
- S! Erato Darmstadt (DS)
- S! Franco-Palatia von 1895 zu Bayreuth (DS)
- S! Frankonia Brunonia zu Braunschweig (DS)
- S! Gotia et Baltia Kiel zu Göttingen (DS)
- S! Arion-Altpreußen zu Göttingen (DS)
- S! zu St. Pauli in Jena (DS)
- S! Bardia Bonn (DS)
- S! Leopoldina Breslau zu Köln (DS)
- S! Guilelmia-Niedersachsen zu Freiburg (DS)
- Studentische Musikvereinigung Blaue Sänger Göttingen (SV)
- Akademisch-Musischer Bund Ingvaeonia zu Münster (SV)
- Universitätssängerschaft Barden zu Würzburg (DS)